# Мытки
Мы́тки (укр. Митки) — село в Жмеринском районе Винницкой области Украины.
Код КОАТУУ — 0520283603. Население по переписи 2001 года составляет 785 человек. Почтовый индекс — 23036. Телефонный код — 4341.
Занимает площадь 2,43 км².
В конце XIX века село принадлежало адмиралу Чихачёву, который и построил здесь уютное поместье для своей дочери Софии.
В 1923—2020 годы входило в состав Барского района Винницкой области

## Известные жители
- Юкало, Павел Алексеевич (1909 — ?) — авиаконструктор, лауреат Сталинской премии (1951).

## Достопримечательности
- Дворец адмирала Чихачёва. В настоящее время в здании располагается школа.